# Friederike Schier
Friederike Schier (* 1997 in Strausberg) ist eine deutsche Politikerin (Volt) und war von 2019 bis 2021 zusammen mit Paul Loeper die Bundesvorsitzende dieser Partei. Sie war die jüngste Person in diesem Amt einer im Europäischen Parlament vertretenen Partei.

## Leben
Schier schloss ihr Abitur mit 17 ab und studierte anschließend an der Freien Universität in Berlin Kultur- und Sozialanthropologie. Währenddessen absolvierte sie ein Auslandssemester in Kopenhagen. Zudem absolvierte sie ein Praktikum im Auswärtigen Amt. Im März 2019 schloss sie ihr Studium mit einem Bachelor ab.
Im Alter von 21 Jahren wurde Friederike Schier im September 2019 zur Bundesvorsitzenden von Volt Deutschland gewählt. Während ihrer Amtszeit verantwortete Schier die Gründung der 16 Landesverbände und die Teilnahme an der Bundestagswahl 2021.
Sie hatte das Amt bis Dezember 2021 inne und kandidierte nicht für eine zweite Amtszeit.

## Politische Ansichten
Schier steht voll hinter dem Ziel der Partei Volt, durch Reformen und Föderalisierung der Strukturen ein vereintes Europa zu schaffen.